# Jacobino da Cobiato
Giacomo da Cobiato, soprannominato Jacobino (Collebeato, XVI secolo – ...), è stato un pittore italiano.
Attivo nel XVI secolo a Brescia e provincia nell'ambito delle botteghe d'arte attive nel periodo di passaggio tra il Rinascimento bergamasco e bresciano e la pittura di Maniera. Ricordato nei documenti d'archivio come buon decoratore e affrescatore, è in fase di studio la sua biografia.